# Appula lateralis
Appula lateralis là một loài bọ cánh cứng trong họ Cerambycidae.